# Lokmejsel
Konisk smedeværktøj til at lokke huller i fladjern. Lokmejslen er ikke slebet skarp, tværtimod er den helt flad i enden. Den er løst skæftet som de fleste smedemejsler, dvs. skæftet sidder ikke helt fast, så det ikke preller i hånden.
Fladjernet lægges over hullet i ambolten (evt. en sænkambolt, der har huller i flere størrelser) og lokmejslen sættes an mod det sted, hullet skal være. Nu slås på nakken af mejslen med en hammer, og man bliver ved til man er nået et stykke ned i fladjernet, der derefter vendes og processen gentages. Nu vil der frigøres en lokkebrok og hullet er lavet.
Der mistes materiale (og dermed styrke) i omtalte lokkeproces. Det kan undgås ved at kløve fladjernet med en almindelig mejsel først. Så udvides revnen i jernet til et hul med stadig større lokmejsler (derfor er de koniske) og resultatet er som de udbulninger omkring bolthullerne vi kender fra gamle hængsler.

## Ekstern Henvisning
http://www.baskholm.dk/haandbog/haandbog.html Arkiveret 16. september 2008 hos  Wayback Machine